# Solarkraftwerk Emicela
Das Solarkraftwerk Emicela befindet sich auf der Kanarischen Insel Gran Canaria im Industriegebiet der Stadt Agüimes. 
Die auf dem Dach der Kaffeerösterei Emicela erbaute Anlage mit 7.600 Solarmodulen und weist unter der Annahme von Standard-Testbedingungen rund 1,75 MWp auf und ging 2011 ans Netz. Es ist die größte Aufdachanlage auf der Insel. Die Anlage wurde von der deutschen Conergy AG errichtet. Der Investor der 14.000 m² großen PV-Aufdachanlage ist die spanische Sparkasse Bankia. Die Anlage wurde innerhalb zwei Monaten installiert. Insgesamt 72 Conergy-Wechselrichter der IPG-Serie speisen den elektrischen Strom in das lokale Stromnetz ein.